# The Best of Santana
The Best of Santana je kompilacijski album skupine Santana, ki je izšel leta 1998. Do maja 2009 je bilo prodanih 1,64 milijona izvodov albuma.

## Seznam skladb
| Št.             | Naslov                                           | Pisec                                                            | Z albuma                 | Dolžina |
| --------------- | ------------------------------------------------ | ---------------------------------------------------------------- | ------------------------ | ------- |
| 1.              | „Jingo‟                                          | Babatunde Olatunji                                               | Santana, 1969            | 4:14    |
| 2.              | „Evil Ways‟                                      | Clarence "Sonny" Henry                                           | Santana                  | 3:54    |
| 3.              | „Black Magic Woman/Gypsy Queen‟                  | Peter Green/Gábor Szabó                                          | Abraxas, 1970            | 5:19    |
| 4.              | „Oye Como Va‟                                    | Tito Puente                                                      | Abraxas                  | 4:16    |
| 5.              | „Samba Pa Ti‟ (instrumental)                     | Carlos Santana                                                   | Abraxas                  | 4:47    |
| 6.              | „She's Not There‟ (priredba skupine The Zombies) | Rod Argent                                                       | Moonflower, 1977         | 4:09    |
| 7.              | „No One to Depend On‟                            | Michael Carabello, Coke Escovedo, Gregg Rolie                    | Santana III, 1971        | 5:32    |
| 8.              | „Open Invitation‟                                | Dennis Lambert, David Margen, Brian Potter, Santana, Greg Walker | Inner Secrets, 1978      | 4:45    |
| 9.              | „Hold On‟                                        | Ian Thomas                                                       | Shangó, 1982             | 4:22    |
| 10.             | „Bella‟                                          | Sterling Crew, Santana, Chester D. Thompson                      | Blues for Salvador, 1987 | 4:30    |
| 11.             | „Winning‟                                        | Russ Ballard                                                     | Zebop!, 1981             | 3:18    |
| 12.             | „All I Ever Wanted‟                              | Alex Ligertwood, Santana, Chris Solberg                          | Marathon, 1979           | 4:03    |
| 13.             | „Dance Sister Dance (Baila Mi Hermana)‟          | Leon "Ndugu" Chancler, Tom Coster, David Rubinson                | Amigos, 1976             | 8:15    |
| 14.             | „Europa (Earth's Cry Heaven's Smile)‟            | Coster, Santana                                                  | Amigos                   | 5:06    |
| 15.             | „Everybody's Everything‟                         | David Brown, Tyrone Moss, Santana                                | Santana III              | 3:30    |
| 16.             | „Soul Sacrifice‟                                 | Santana, Gregg Rolie, Brown, Marcus Malone                       | Santana                  | 6:35    |
| Skupna dolžina: | Skupna dolžina:                                  | Skupna dolžina:                                                  | Skupna dolžina:          | 76:46   |